# Ivan Teplykh
Ivan Teplykh (en russe Иван Теплых) (né le 8 février 1985 dans l'oblast de Sverdlovsk) est un athlète russe, spécialiste du sprint. Son club est le Trade Unions.

## Meilleures performances
- 60 m en salle : 6 s 86
- 100 m :	10 s 36
- 200 m :	20 s 71
- 300 m :	34 s 14

## Palmarès

### Championnats du monde d'athlétisme
- Championnats du monde d'athlétisme de 2007 à Osaka,  Japon
  - éliminé en quart de finale sur 200 m
  - éliminé en demi-finale en relais 4 × 100 m

### Championnats d'Europe d'athlétisme
- Championnats d'Europe d'athlétisme de 2006 à Göteborg,  Suède
  - 5e du 200 m

### Autres
Il a remporté les Championnats de Russie 2007 à Toula (100 m : 10 s 36 et 200 m : 20 s 81).